# Ulica Agrykola w Warszawie

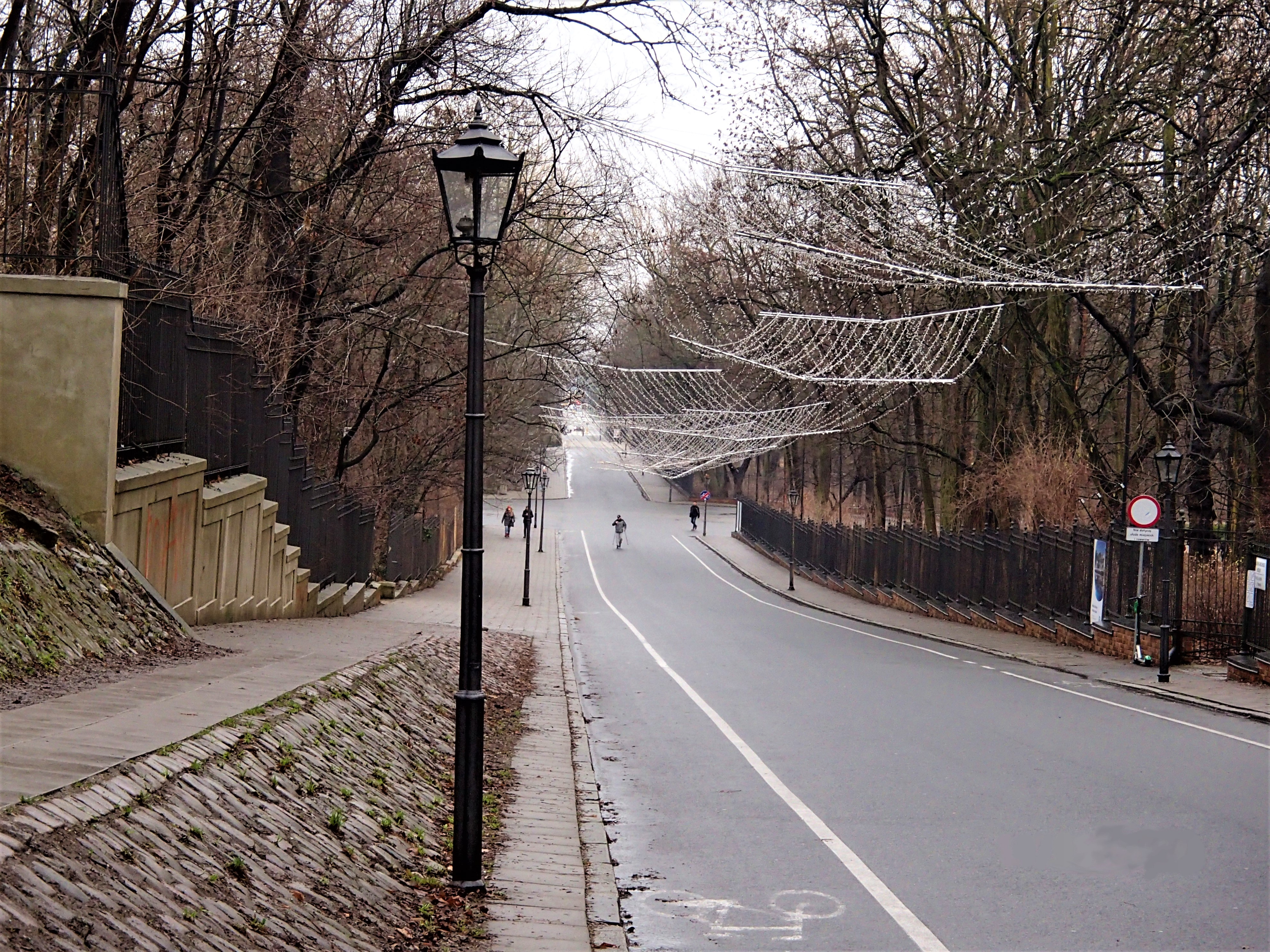
Latarnie gazowe przy ulicy

Ulica Agrykola – ulica w warszawskiej dzielnicy Śródmieście.

## Nazwa
Nazwa ulicy pochodzi od nazwiska podpułkownika Karola Ludwika Agricoli, który kierował pracami przy jej budowie, i przyjęła się pod koniec XIX wieku. Obecnie za oficjalną uznawana jest nazwa Agrykola, chociaż na tablicach MSI występuje wersja Karola Ludwika Agricoli.

## Opis
Ulica została wytyczona w latach 1778–1779 jako nowa droga dojazdowa do Łazienek Królewskich, rozciągających się po obu jej stronach. Podczas budowy wzniesiono w jej ciągu kamienny most, przedłużony w roku 1788 o dwa przęsła. W tym samym roku, w 105. rocznicę odsieczy wiedeńskiej, przy moście odsłonięto pomnik Jana III Sobieskiego z fundacji króla Stanisława Augusta. Drogę przedłużono wtedy do ul. Czerniakowskiej.
W roku 1819 u zbiegu z Al. Ujazdowskimi utworzono Ogród Botaniczny.
Po roku 1907 w górnym odcinku ulicy zainstalowano działające do dziś latarnie gazowe.
W 1945 w burzowcu znajdującym się pod ulicą znaleziono zwłoki 42 osób, które zginęły tam w 1944 w czasie powstania warszawskiego.
Około 1952 odcinek ulicy od ul. Myśliwieckiej do ul. Czerniakowskiej nazwano ulicą Szwoleżerów.
W 1973 roku ulica jako założenie urbanistyczne została wpisana do rejestru zabytków.
Nachylenie ulicy sprawiało, że przez wiele lat po zakończeniu wojny służyła ona mieszkańcom Warszawy za naturalny tor saneczkowy. Średnie nachylenie podjazdu na skarpie to 5,2% (końcowe 100 m to około 6,5%) o długości około 0,5 km.
Ulica zachowała swój parkowo-krajobrazowy charakter. Fragment ulicy stanowi południową granicę parku Agrykola.

## Ważniejsze obiekty
- Ermitaż
- Łazienki Królewskie
- Pomnik Jana III Sobieskiego
- Ogród Botaniczny
- Instytut Teatralny im. Zbigniewa Raszewskiego
- Tablica pamiątkowa Tchorka (lata 50. XX wieku, na skwerze Stefana Kisielewskiego „Kisiela”)
- Tablica upamiętniająca ustawienie w 1856 pierwszych w Warszawie latarni gazowych wmurowana w 2006 (u zbiegu z Alejami Ujazdowskimi)[13]
- Pomnik Wojciecha Korfantego

## Inne informacje
- Do nazwy ulicy i miejsca spotkań podchorążych w okresie powstania listopadowego w 1830 roku, koło pomnika Jana III Sobieskiego, nawiązywała nazwa działającej w latach 1941–1944 tajnej Szkoły Podchorążych Rezerwy Piechoty Armii Krajowej[14].